# Analogía del relojero

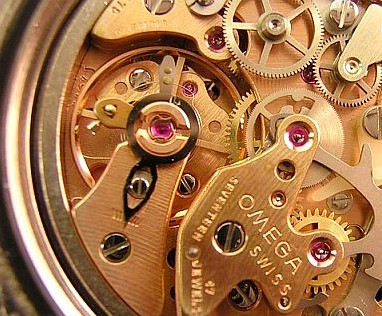
Los relojes han sido utilizados como ejemplos de tecnología compleja en las discusiones filosóficas a lo largo de la historia. Cicerón, Voltaire y Descartes, por ejemplo, utilizan relojes en los argumentos acerca del propósito.

La analogía del relojero de William Paley es una versión particular de argumento teleológico para la existencia de Dios. A modo de analogía, el argumento afirma que el diseño o la aparente complejidad en los organismos vivos implicaría un diseñador. Esta analogía fue propuesta por Paley en 1802 en su obra Teología Natural, y en el llamado argumento del diseño. Sin embargo, esta hipótesis (propuesta medio siglo antes de la publicación de la obra El origen de las especies por parte de Darwin) ha sido sacada, pues, de contexto y utilizada posteriormente en contra del consenso científico para respaldar el concepto de "diseño inteligente", especialmente en determinadas corrientes fundamentalistas de Estados Unidos surgidas en el siglo XX.
La declaración más famosa del argumento teleológico con la analogía del relojero fue dada en Teología natural o Evidencias de la existencia y atributos de la Deidad de 1802 por William Paley (1743–1805). En 1858, la formulación de Charles Darwin de la teoría de la selección natural se consideró que proporcionaba un argumento en contra de la analogía del relojero. En los Estados Unidos, a partir de la década de 1980, los conceptos de evolución y selección natural se convirtieron en el tema de un debate nacional, incluyendo un renovado interés en el argumento del relojero por los ateos.

## El argumento del relojero
La analogía del relojero se basa en la comparación de los organismos vivos con un reloj. Normalmente se presenta como preludio para el argumento teleológico, normalmente de esta manera:
- Los complejos mecanismos del interior de un reloj requieren un diseñador inteligente.
- Al igual que el reloj, la complejidad de un organismo vivo requiere un diseñador.

En esta presentación, la analogía del reloj no ejerce de premisa para un argumento, sino que sirve de recurso retórico y preámbulo. Su objetivo es establecer la viabilidad de la premisa general: mediante el simple hecho de observar algo, se puede saber si es o no un producto de diseño inteligente.
El argumento se puede expresar del siguiente modo:

Al observar un mecanismo tan sencillo como un reloj a nadie se le ocurre dudar que este es el producto de una creación, que es el resultado de un trabajo intencional. A ninguna persona en su sano juicio se le puede ocurrir pensar que un mecanismo como el del reloj, con sus engranajes dentados, su solenoide y su bobina dispuestos de manera precisa entre sí para funcionar y medir el tiempo es consecuencia de una sucesión de casualidades que, progresivamente, han ido dando forma a sus partes y que, además, han dado con el acople entre sí de dichas partes para dar con la función deseada. ¡Nadie que no esté loco puede pensar que un reloj es consecuencia del azar! Así pues, ¿quién puede pensar que un organismo como el humano, mucho más complejo que el de un reloj, es producto del azar? A ninguna persona razonable se le puede ocurrir negar que todo ser vivo, con sus partes dispuestas entre sí idóneamente, cada una cumpliendo su función, su finalidad, interdependientes entre sí es el producto de un artesano sumamente hábil y poderoso que nos concibió. Nadie en su sano juicio puede dudar que somos criaturas de Dios.